# Acacia cuernavacana
Acacia cuernavacana är en ärtväxtart som först beskrevs av Nathaniel Lord Britton och Joseph Nelson Rose, och fick sitt nu gällande namn av Noel Yvri Sandwith. Acacia cuernavacana ingår i släktet akacior, och familjen ärtväxter. Inga underarter finns listade i Catalogue of Life.